# Horramsahr
Horramsahr, egyéb átírásokban Horramsár, Khorramshahr (perzsa: خرمشهر) város Irán délnyugati részén. Huzesztán tartományban az azonos nevű Horramsahr körzet központja. Lakossága a 2006-os népszámlálás idején közel 124 ezer fő volt. Jelentős belvízi kikötő Ábádántól kicsit északra, de mára már egybeépült a két város.

## Történelem
Már az ókorban a Kárun folyó partjának legforgalmasabb kikötője volt, Nagy Sándor idején. Krisztus idejében is indítottak innen Kínába,
Indiába hajókat. Később a Tigris folyó egyik áradása a várost és a kikötőt is elpusztította, de a szeldzsuk uralom alatt hamarosan újraépült.
A történelem folyamán sokszor változtatta a nevét - a hódítóktól függően. Műemléke nem maradt meg, de a Transziráni vasút végállomásával igen látványos fejlődést ért meg.
1980-ban, az Irak–iráni háború elején (lásd: Iraki invázió Iránban (1980)) az irakiak elfoglalták. Másfél évvel később visszafoglalták az iráni csapatok. Az elhúzódó háború miatt elhagyatottá vált, de mára újra virágzó város.

## Fordítás
Ez a szócikk részben vagy egészben  a   Khorramshahr című angol Wikipédia-szócikk fordításán alapul.  Az eredeti cikk szerkesztőit annak laptörténete sorolja fel. Ez a jelzés csupán a megfogalmazás eredetét és a szerzői jogokat jelzi, nem szolgál a cikkben szereplő információk forrásmegjelöléseként.